# ПАК біля гори Аю-Даг
Прибережний аквальний комплекс біля гори Аю-Даг — гідрологічна пам'ятка природи місцевого значення, розташована біля смт Партеніт Алуштинської міської ради АР Крим. Створена відповідно до Постанови ВР АРК № 97 від 22 грудня 1972 року.

## Загальні відомості
Землекористувачем пам'ятки є ДП «Алуштинське державне лісове господарство», розташована на території Запруднинське лісництва квартал 32 у смт Партеніт.
Площа пам'ятки природи 150 гектар.
Охоронна зона пам'ятки природи «Прибережний аквальний комплекс біля гори Аю-Даг» встановлена з метою захисту особливо охоронюваної природної території від несприятливих антропогенних впливів.